# Eagle-Eye Cherry
Eagle-Eye Lanoo Cherry (* 7. Mai 1968 in Stockholm) ist ein schwedischer Musiker.

## Leben
Eagle-Eye Cherry ist der Sohn des Jazz-Trompeters Don Cherry und der schwedischen Malerin Moki Cherry. Er hat eine ältere Halbschwester mütterlicherseits, Neneh Cherry. (Die Sängerin Titiyo ist nicht – wie fälschlicherweise oft behauptet – ebenfalls seine Halbschwester, sondern die Halbschwester väterlicherseits seiner Halbschwester, und damit seine Stiefschwester.) Cherry wuchs vorrangig in Schweden auf und wurde im Alter von zwölf Jahren nach New York City auf eine Musikschule geschickt. Dort war er als Schlagzeuger in verschiedenen Bands tätig. Im Alter von 28 Jahren veröffentlichte er sein Debütalbum Desireless, worauf sich die Hits Save Tonight und Falling in Love Again befinden. Save Tonight war ein weltweiter Erfolg.

## Diskografie

### Studioalben
| Jahr | Titel                        | Höchstplatzierung, Gesamtwochen, AuszeichnungChartplatzierungen (Jahr, Titel, Platzierungen, Wochen, Auszeichnungen, Anmerkungen) | Höchstplatzierung, Gesamtwochen, AuszeichnungChartplatzierungen (Jahr, Titel, Platzierungen, Wochen, Auszeichnungen, Anmerkungen) | Höchstplatzierung, Gesamtwochen, AuszeichnungChartplatzierungen (Jahr, Titel, Platzierungen, Wochen, Auszeichnungen, Anmerkungen) | Höchstplatzierung, Gesamtwochen, AuszeichnungChartplatzierungen (Jahr, Titel, Platzierungen, Wochen, Auszeichnungen, Anmerkungen) | Höchstplatzierung, Gesamtwochen, AuszeichnungChartplatzierungen (Jahr, Titel, Platzierungen, Wochen, Auszeichnungen, Anmerkungen) | Höchstplatzierung, Gesamtwochen, AuszeichnungChartplatzierungen (Jahr, Titel, Platzierungen, Wochen, Auszeichnungen, Anmerkungen) | Anmerkungen                            |
| Jahr | Titel                        | DE | AT | CH | UK | US | SE | Anmerkungen                            |
| ---- | ---------------------------- | --- | --- | --- | --- | --- | --- | -------------------------------------- |
| 1997 | Desireless                   | DE23 (30 Wo.)DE | AT4 (13 Wo.)AT | CH4 Gold · (22 Wo.)CH | UK3 Gold · (33 Wo.)UK | US45 Platin · (39 Wo.)US | SE2 Gold · (32 Wo.)SE | Erstveröffentlichung: 21. Juli 1997    |
| 2000 | Living in the Present Future | DE23 (9 Wo.)DE | AT30 (4 Wo.)AT | CH6 Gold · (25 Wo.)CH | UK12 (4 Wo.)UK | — | SE3 (14 Wo.)SE | Erstveröffentlichung: 6. März 2000     |
| 2012 | Can’t Get Enough             | — | — | — | — | — | — | Erstveröffentlichung: 5. Oktober 2012  |
| 2018 | Streets of You               | — | — | — | — | — | — | Erstveröffentlichung: 26. Oktober 2018 |

### Livealben
- 2007: Live and Kicking

### Singles
| Jahr | Titel Album                                            | Höchstplatzierung, Gesamtwochen, AuszeichnungChartplatzierungen (Jahr, Titel, Album, Platzierungen, Wochen, Auszeichnungen, Anmerkungen) | Höchstplatzierung, Gesamtwochen, AuszeichnungChartplatzierungen (Jahr, Titel, Album, Platzierungen, Wochen, Auszeichnungen, Anmerkungen) | Höchstplatzierung, Gesamtwochen, AuszeichnungChartplatzierungen (Jahr, Titel, Album, Platzierungen, Wochen, Auszeichnungen, Anmerkungen) | Höchstplatzierung, Gesamtwochen, AuszeichnungChartplatzierungen (Jahr, Titel, Album, Platzierungen, Wochen, Auszeichnungen, Anmerkungen) | Höchstplatzierung, Gesamtwochen, AuszeichnungChartplatzierungen (Jahr, Titel, Album, Platzierungen, Wochen, Auszeichnungen, Anmerkungen) | Höchstplatzierung, Gesamtwochen, AuszeichnungChartplatzierungen (Jahr, Titel, Album, Platzierungen, Wochen, Auszeichnungen, Anmerkungen) | Anmerkungen                                               |
| Jahr | Titel Album                                            | DE | AT | CH | UK | US | SE | Anmerkungen                                               |
| ---- | ------------------------------------------------------ | --- | --- | --- | --- | --- | --- | --------------------------------------------------------- |
| 1997 | Save Tonight Desireless                                | DE18 Gold · (26 Wo.)DE | AT17 (12 Wo.)AT | CH7 (18 Wo.)CH | UK6 ×2Doppelplatin · (20 Wo.)UK | US5 (28 Wo.)US | SE2 Platin · (20 Wo.)SE | Erstveröffentlichung: 7. Oktober 1997                     |
| 1998 | When Mermaids Cry Desireless                           | — | — | — | — | — | SE34 (3 Wo.)SE | Erstveröffentlichung: 13. Februar 1998                    |
| 1998 | Falling in Love Again Desireless                       | DE81 (9 Wo.)DE | — | — | UK8 (11 Wo.)UK | — | — | Erstveröffentlichung: 20. Juni 1998                       |
| 1999 | Permanent Tears Desireless                             | — | — | — | UK43 (2 Wo.)UK | — | — | Erstveröffentlichung: 14. Januar 1999                     |
| 2000 | Are You Still Having Fun? Living in the Present Future | DE81 (9 Wo.)DE | — | CH31 (15 Wo.)CH | UK21 (6 Wo.)UK | — | SE18 (8 Wo.)SE | Erstveröffentlichung: 17. April 2000                      |
| 2000 | Long Way Around Living in the Present Future           | DE85 (3 Wo.)DE | — | CH45 (10 Wo.)CH | UK48 (2 Wo.)UK | — | — | Erstveröffentlichung: 16. Oktober 2000 feat. Neneh Cherry |
| 2003 | Skull Tattoo Sub Rosa                                  | — | — | CH64 (5 Wo.)CH | — | — | SE54 (3 Wo.)SE | Erstveröffentlichung: 23. September 2003                  |
| 2014 | Dream Away SOS Barnbyar – En resa för livet            | — | — | — | — | — | SE30 Platin · (4 Wo.)SE | Erstveröffentlichung: 2014 mit Darin                      |

Weitere Singles
- 2000: Promises Made
- 2001: Feels So Right
- 2003: Don’t Give Up
- 2012: Can’t Get Enough
- 2012: As One (mit Tomas Ledin)
- 2018: Streets of You
- 2018: While Away
- 2019: Get Up (Thomas Gold feat. Eagle-Eye Cherry)

## Auszeichnungen für Musikverkäufe
| Goldene Schallplatte - Australien - 1999: für die Single Save Tonight - Italien - 2019: für die Single Save Tonight - Neuseeland - 1998: für das Album Desireless - Spanien - 2024: für die Single Save Tonight | 2× Goldene Schallplatte - Frankreich - 1999: für das Album Desireless Platin-Schallplatte - Dänemark - 2023: für die Single Save Tonight - Europa - 1999: für das Album Desireless - Kanada - 1999: für das Album Desireless 2× Platin-Schallplatte - Neuseeland - 2023: für die Single Save Tonight |

Anmerkung: Auszeichnungen in Ländern aus den Charttabellen bzw. Chartboxen sind in ebendiesen zu finden.
| Land/RegionAuszeichnungen für Musikverkäufe (Land/Region, Auszeichnungen, Verkäufe, Quellen) | Gold       | Platin       | Verkäufe    | Quellen                  |
| -------------------------------------------------------------------------------------------- | ---------- | ------------ | ----------- | ------------------------ |
| Australien (ARIA)                                                                            | Gold1      | —            | 35.000      | aria.com.au              |
| Dänemark (IFPI)                                                                              | —          | Platin1      | 90.000      | ifpi.dk                  |
| Deutschland (BVMI)                                                                           | Gold1      | —            | 250.000     | musikindustrie.de        |
| Europa (IFPI)                                                                                | —          | Platin1      | (1.000.000) | ifpi.org                 |
| Frankreich (SNEP)                                                                            | 2× Gold2   | —            | 200.000     | snepmusique.com          |
| Italien (FIMI)                                                                               | Gold1      | —            | 25.000      | fimi.it                  |
| Kanada (MC)                                                                                  | —          | Platin1      | 100.000     | musiccanada.com          |
| Neuseeland (RMNZ)                                                                            | Gold1      | 2× Platin2   | 67.500      | radioscope.co.nz         |
| Schweden (IFPI)                                                                              | Gold1      | 2× Platin2   | 110.000     | sverigetopplistan.se SE2 |
| Schweiz (IFPI)                                                                               | 2× Gold2   | —            | 50.000      | hitparade.ch             |
| Spanien (Promusicae)                                                                         | Gold1      | —            | 30.000      | elportaldemusica.es      |
| Vereinigte Staaten (RIAA)                                                                    | —          | Platin1      | 1.000.000   | riaa.com                 |
| Vereinigtes Königreich (BPI)                                                                 | Gold1      | 2× Platin2   | 1.300.000   | bpi.co.uk                |
| Insgesamt                                                                                    | 11× Gold11 | 10× Platin10 |             |                          |

## Künstlerauszeichnungen
| Jahr | Auszeichnung | Kategorie                         | Werk           | Ergebnis  |
| ---- | ------------ | --------------------------------- | -------------- | --------- |
| 1998 | Grammis 1998 | Pop/Rock – Männlich               | Desireless     | Gewonnen  |
| 1998 | Grammis 1998 | Album des Jahres                  | Desireless     | Nominiert |
| 1998 | Grammis 1998 | Lied des Jahres                   | Save Tonight   | Nominiert |
| 1998 | Grammis 1998 | Musikvideo des Jahres             | Save Tonight   | Gewonnen  |
| 1998 | Grammis 1998 | Newcomer des Jahres               | Desireless     | Gewonnen  |
| 2019 | Grammis 2019 | Singer-Songwriter des Jahres 2019 | Streets of You | Nominiert |